# Jade Hassouné
Jade Hassouné, né le 18 février 1991 au Liban, est un acteur canado-libanais.
Il est notamment connu pour le rôle de Meliorn dans la série télévisée américaine Shadowhunters et Prince Ahmed Al Saeed dans la série canadienne Heartland.

## Biographie

### Enfance
Jade Hassouné est né au Liban mais a grandi en Suisse puis à Montréal où il a passé la majorité de sa vie. Il a étudié à John Abbott College où il a obtenu son diplôme du programme Théâtre Professionnel. Il est également membre et résident du « Canadian Film Center » depuis 2012.
Il a été membre du groupe de danse « Enigma Dance Productions » et ensemble ils ont participé à l’émission « Canada’s Got Talent » où ils sont arrivés en quart de finale.

### Carrière
Jade Hassouné a obtenu son premier rôle dans le film Laurentie en 2011, il a ainsi commencé sa carrière d’acteur. 
En juin 2015, il auditionne pour le rôle de Meliorne dans la série Shadowhunters diffusée sur la chaîne américaine Freeform et Netflix en France. Une semaine plus tard, les directeurs de casting le rappellent pour lui demander d’auditionner pour le rôle de Raphaël, mais la semaine suivante il est de nouveau contacté pour auditionner pour le rôle de Meliorn. Il a la suite été choisi pour interpréter ce rôle.
En 2016, il apparaît dans la saison 2 de la web-série That’s my DJ diffusé sur YouTube et y joue le rôle de Sam. La saison 3 est concentrée sur son personnage Sam, ce qui fait de lui l’acteur principale de la série. Il a également participé à la production de cette saison. 
Jade Hassouné s’intéresse beaucoup à la mode, à la musique et au graphisme (dessin de bande dessinée et graphisme informatique). Il a récemment travaillé avec Ubisoft Toronto pour développer le jeu-vidéo Starlink: Battle for Atlas.

### Vie privée
Jade Hassouné parle couramment le français et l'anglais. Il habite à Montréal, Canada depuis 2012. Il fait partie de la communauté LGBTQ et se dit queer.

## Filmographie

### Cinéma

#### Longs métrages
- 2011 : Laurentie de Mathieu Denis et Simon Lavoie :  Jay Kashyap
- 2011 : Le Mur de l'humiliation de Charles Binamé : Caleb
- 2012 : The Expatriate de Philipp Stölzl : Adbi
- 2014 : Brick Mansions de Camille Delamarre : Peter
- 2015 : Les Douze Coups de minuit de Sean Garrity

#### Courts métrages
- 2011 : Her Night de Jason de Vilhena : Peter
- 2015: Les Méduses - Inner Jellyfishes de Marc-Antoine Lemire

### Séries
- 2013 - 2014 : Heartland : Prince Ahmed Al Saeed
- 2016 :  Orphan Black : Aaron
- 2016 - 2017 : That's My DJ : Sam
- 2016 - 2019 : Shadowhunters : Meliorn (17 épisodes)
- 2017 : Barbelle : Alejandro
- 2021 : Alertes : Michael Abassi

### Producteur
- 2017 : That's My DJ

### Autres
- 2016 : Far Cry Primal : voix dans le jeu vidéo

2020: Canada's Drag Race Episode 2 Season 1: Special Guest